# Lou Reed Live
Albums de Lou Reed
Sally Can't Dance
(1974) Metal Machine Music
(1975)
Lou Reed Live est un album live de Lou Reed sorti en 1975. Il provient du même concert dont est tiré Rock 'n' Roll Animal, sorti en 1974 : celui du 21 décembre 1973 à la Howard Stein's Academy of Music de New York.

## Titres
Toutes les chansons sont de Lou Reed.

### Face 1
1. Vicious – 5:55
2. Satellite of Love – 6:03
3. Walk on the Wild Side – 4:51

### Face 2
1. I'm Waiting for the Man – 3:38
2. Oh, Jim – 10:40
3. Sad Song – 7:32

## Musiciens
- Lou Reed : chant
- Steve Hunter : guitare
- Dick Wagner : guitare
- Prakash John : basse
- Ray Colcord : claviers
- Pentti Glan : batterie